# Ministério da Indústria
O Ministério da Indústria era um antigo departamento do Governo de Portugal responsável pelas áreas da Indústria, Energia e Tecnologia. O ministério foi criado, pela primeira vez, em março de 1974 - a partir da Secretaria de Estado da Indústria do anterior Ministério da Economia - durando apenas pouco mais de um mês, em virtude da ocorrência da revolução de 25 de abril de 1974. Em seguida foi recriado e extinto, várias vezes.
O departamento assumiu as seguintes designações:
1. Secretaria de Estado da Indústria: 1958-1974;
2. Ministério da Indústria e Energia: 1974;
3. Ministério da Indústria e Tecnologia: 1975-1979;
4. Ministério da Indústria: 1979-1980;
5. Ministério da Indústria e Energia: 1980-1981;
6. Ministério da Indústria, Energia e Exportação: 1981-1983;
7. Ministério da Indústria e Energia: 1983-1985;
8. Ministério da Indústria e Energia: 1987-1995.

A maioria das funções do antigo Ministério da Indústria estão, actualmente, atribuídas ao secretário de Estado adjunto, da Indústria e Inovação integrado no Ministério da Economia e da Inovação.